# Podgóry (Nieczulice-Kolonia)
Podgóry – przysiółek wsi Nieczulice-Kolonia w Polsce, położony w województwie świętokrzyskim, w powiecie starachowickim, w gminie Pawłów.
W latach 1975–1998 przysiółek administracyjnie należał do województwa kieleckiego.